# Moment of Glory
Moment of Glory é um álbum gravado pela banda Scorpions junto com a Berliner Philarmoniker Orchestra, assim como outras grandes bandas de rock fizeram, como o Metallica, que gravou com a orquestra de São Francisco e Dream Theater, que gravou com a orquestra intitulada Octavarium.
O álbum foi lançado após o álbum Eye II Eye, e contou com uma nova versão de grandes sucessos da banda, como "Rock You Like a Hurricane", titulado "Hurricane 2000". Porém, predominam as já consagradas baladas como "Send me an angel", "Wind of Change" e "Still Loving You", além das inéditas "Moment of Glory" (que dá título ao álbum) e "Here In My Heart" (cover da cantora Tiffany, lançada dez anos antes, em seu terceiro álbum "New inside").
O primeiro show feito a partir do álbum foi em Hanôver, no mesmo ano de lançamento regida por Christian Kolonovits na Preusag Arena.
Ainda naquele ano, durante a EXPO 2000 de Hanôver, a banda gravou a performance ao vivo ao lado da Berliner Philharmoniker que foi lançada como o DVD "Moment of Glory Live".

## Faixas

### CD
| N.º            | Título                                                      | Compositor(es)                                | Duração |  |
| 1.             | "Rock You Like a Hurricane" (Hurricane 2000)                | Rudolf Schenker, Klaus Meine, Herman Rarebell | 6:04    |  |
| 2.             | "Moment of Glory"                                           | Meine                                         | 5:08    |  |
| 3.             | "Send Me an Angel"                                          | Schenker, Meine                               | 6:19    |  |
| 4.             | "Wind Of Change"                                            | Meine                                         | 7:36    |  |
| 5.             | "Midnight in Moscow / Crossfire" (Crossfire)                | Vasily Solovyov-Sedoi / Schenker, Meine       | 6:47    |  |
| 6.             | "He's a Woman, She's a Man / Dynamite" (Deadly Sting Suite) | Schenker, Meine, Rarebell                     | 7:22    |  |
| 7.             | "Here in My Heart"                                          | Diane Warren                                  | 4:20    |  |
| 8.             | "Still Loving You"                                          | Schenker, Meine                               | 7:32    |  |
| 9.             | "Big City Nights"                                           | Schenker, Meine                               | 4:37    |  |
| 10.            | "Lady Starlight"                                            | Schenker, Meine                               | 5:32    |  |
| Duração total: | Duração total:                                              | Duração total:                                | 61:13   |  |

| Bonus Track |                                                           |                           |         |  |
| N.º         | Título                                                    | Compositor(es)            | Duração |  |
| 11.         | "Rock You Like a Hurricane" (Hurricane 2000) (Radio Edit) | Schenker, Meine, Rarebell | 4:41    |  |

### DVD (Moment of Glory Live)
| N.º | Título                                                                                       | Compositor(es)                                    | Duração |  |
| 1.  | "Rock You Like a Hurricane" (Hurricane 2000)                                                 | Schenker, Meine, Rarebell                         | 6:34    |  |
| 2.  | "Moment of Glory"                                                                            | Meine                                             | 8:00    |  |
| 3.  | "You and I"                                                                                  | Meine                                             | 6:01    |  |
| 4.  | "We Don't Own the World"                                                                     | Schenker, Meine                                   | 9:54    |  |
| 5.  | "Here in My Heart"                                                                           | Warren                                            | 5:44    |  |
| 6.  | "We'll Burn the Sky"                                                                         | Schenker, Monika Dannemann                        | 6:47    |  |
| 7.  | "Big City Nights"                                                                            | Schenker, Meine                                   | 5:21    |  |
| 8.  | "Midnight in Moscow / Crossfire / He's a Woman, She's a Man / Dynamite" (Deadly Sting Suite) | Vasily Solovyov-Sedoi / Schenker, Meine, Rarebell | 15:49   |  |
| 9.  | "Wind Of Change"                                                                             | Meine                                             | 9:41    |  |
| 10. | "Still Loving You"                                                                           | Schenker, Meine                                   | 8:50    |  |
| 11. | "Moment of Glory" (Encore)                                                                   | Meine                                             | 7:16    |  |
| 12. | "Rock You Like a Hurricane" (Hurricane 2000)                                                 |                                                   |         |  |
| 13. | "Moment of Glory"                                                                            |                                                   |         |  |
| 14. | "Here in My Heart"                                                                           |                                                   |         |  |
| 15. | "Entrevistas"                                                                                |                                                   |         |  |

## Créditos
- Klaus Meine - Vocal
- Rudolf Schenker - Guitarra
- Matthias Jabs - Guitarra
- James Kottak - Bateria
- Ralph Rieckermann - Baixo

### Artistas convidados
- Zucchero - Vocal ("Send Me an Angel")
- Ray Wilson (dos Genesis) - Vocal ("Big City Nights")
- Lyn Liechty - Vocal ("Here in My Heart")

## Paradas Musicais

### Album
| Ano  | Parada Musical                | Posição |
| ---- | ----------------------------- | ------- |
| 2000 | German Albums Chart           | 3       |
| 2000 | Portuguese Álbum Charts       | 28      |
| 2000 | Swiss Albums Charts           | 48      |
| 2000 | French Albums Charts          | 70      |
| 2000 | Oricon Japanese Albums Charts | 100     |

### Singles
| Ano  | Música            | Parada Musical       | Posição |
| ---- | ----------------- | -------------------- | ------- |
| 2000 | "Moment of Glory" | German Singles Chart | 67      |

## Certificações
| País     | Órgão | Ano        | Vendas           |
| Alemanha | BVMI  | 2000       | Ouro (+ 150,000) |
| Canadá   | CRIA  | 2004 (DVD) | Ouro (+ 5,000)   |